# Bunodactis rubripunctata
Bunodactis rubripunctata is een zeeanemonensoort uit de familie Actiniidae.
Bunodactis rubripunctata is voor het eerst wetenschappelijk beschreven door Grube in 1840.